# Eragrostis aspera
Eragrostis aspera är en gräsart som först beskrevs av Nikolaus Joseph von Jacquin, och fick sitt nu gällande namn av Christian Gottfried Daniel Nees von Esenbeck. Eragrostis aspera ingår i släktet kärleksgrässläktet, och familjen gräs. Inga underarter finns listade i Catalogue of Life.